# Фавете (Мачерата)
Фавете (итал. Favete) насеље је у Италији у округу Мачерата, региону Марке.
Према процени из 2011. у насељу је живело 9 становника. Насеље се налази на надморској висини од 394 м.